# Montserrat
För andra betydelser, se Montserrat (olika betydelser).
Montserrat är en frodig, bergig ö av vulkaniskt ursprung i östra Karibiska havet, tillhörande ögruppen Små Antillerna. Den är 16 km lång och 11 km bred, med omkring 40 kilometers kustlinje. Montserrat namngavs av Christofer Columbus vid hans andra resa till nya världen 1493, efter ett bergsmassiv i Katalonien i Spanien. Montserrat kallas ofta för Karibiens smaragd på grund av sin likhet med Irlands kustland samt att många nybyggare som bosatte sig på ön kom från Irland. 
Montserrat är ett brittiskt utomeuropeiskt territorium som av FN anses vara ett icke-självstyrande område. Huvudstaden Plymouth förstördes när vulkanen Chances Peak (Soufrière Hills) fick ett utbrott som började den 18 juli 1995. Utbrottet fortsätter än idag, fast på en reducerad skala. Förstörelsen är koncentrerad till den forna huvudstaden och den forna, numer förstörda flygplatsen W. H. Bramble Airport (förstörd 1997). En ny flygplats, Gerald's Airport, öppnades 2005 på den norra delen av ön.
Den nuvarande de facto-huvudstaden heter Brades och ligger på öns norra del, ganska skyddad från vulkaner.

## Historia
Montserrat befolkades av arawaker och kariber när Christofer Columbus gjorde anspråk på den på sin andra resa 1493. Ön föll i engelska händer 1632 när en grupp irländare flydde från antikatolska Saint Christopher och Nevis och tvingades bosätta sig på Montserrat. Importen av slavar, vanlig till de karibiska öarna, fortsatte under 1600- och 1700-talet. Montserrats främsta exportvara var socker, rom och bomull. 
Under amerikanska revolutionen 1782 ockuperades ön av Frankrike, men återlämnades året efter till följd av Parisavtalet. 
Slaveriets avskaffande 1834 och sjunkande sockerpriser under 1800-talet påverkade öns ekonomi negativt. Dessutom har Montserrat drabbats hårt av jordbävningar och orkaner. 
1869 besöktes ön av filantropen Joseph Surge från Birmingham.

## Administrativ indelning
Montserrat är indelat i tre parishes:
- Saint Anthony Parish
- Saint Georges Parish
- Saint Peter Parish

## Källhänvisningar
1. ↑  ”Non-Self-Governing Territories”. United Nations. http://www.un.org/en/decolonization/nonselfgovterritories.shtml. Läst 29 oktober 2012.